# Вулиця Колодязна (Львів)
Вулиця Колодязна — вулиця в Сихівському районі Львова. Відходить від вулиці Зеленої №389 на схід.
Сучасна назва з 1962 року, до того називалася Зелена бічна.
Забудова — садибна 1950-1970-х років.